# Kanton Saint-Denis-1 (Seine-Saint-Denis)
Der Kanton Saint-Denis-1 ist seit 2015 ein französischer Wahlkreis im Arrondissement Saint-Denis, im Département Seine-Saint-Denis und in der Region Île-de-France. Sein Hauptort ist die gleichnamige Stadt Saint-Denis. 

## Gemeinde
Zum Kanton Saint-Denis-1 gehört der südwestliche Teil der Gemeinde Saint-Denis.